# 卢米埃尔兄弟

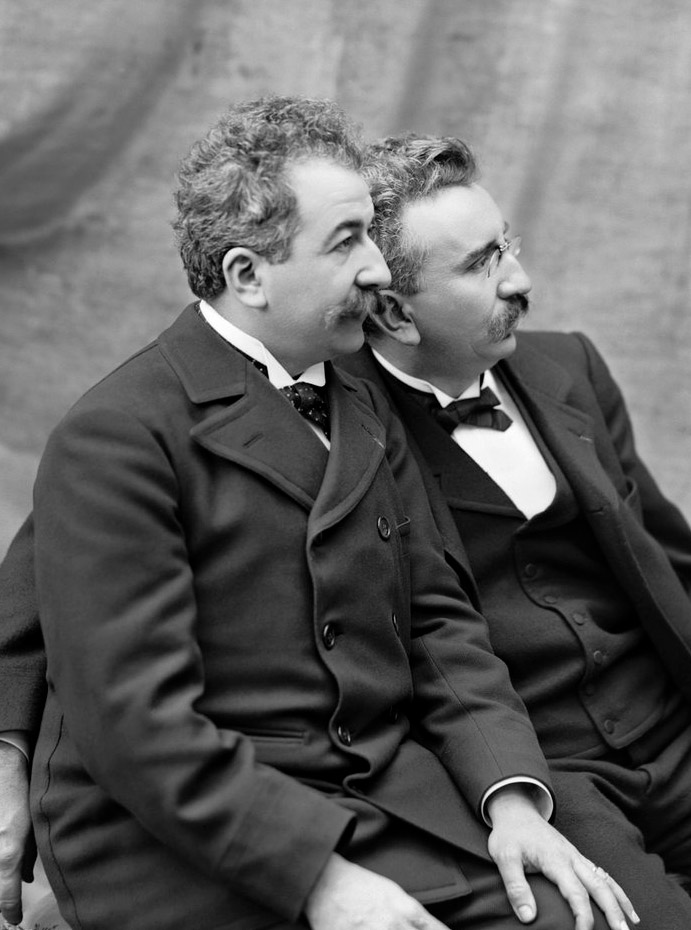
左为奥古斯塔，右为路易斯

卢米埃尔兄弟（法語：frères Lumière），即哥哥奥古斯特·马里·路易·尼古拉·卢米埃尔（法語：Auguste Marie Louis Nicholas Lumière，1862年10月19日－1954年4月10日）和弟弟路易·让·卢米埃尔（法語：Louis Jean Lumière，1864年10月5日－1948年6月7日），是法國的一對兄弟，出生於歐洲最大的製造攝影感光板的家族，是電影和電影放映機的發明人。
兄弟倆以每秒16格拍攝影片，第一部此規格的影片，為1895年3月拍攝的《工厂大门》，並向商業與科學團體舉辦試映會。他们改造了美國發明家愛迪生所創造的「活动电影放映机」(Kinetoscope)，將其活動影像能夠藉由投影而放大，讓更多人能夠同時觀賞，而在1895年12月28日，星期六，法國巴黎嘉布遣大道（Boulevard des Capucines）十四號大咖啡館的“印度沙龙”里放映了包括《工厂大门》、《水浇园丁》（也稱為《淋成落湯雞》、《噴水的灑水車》）、《機械肉鋪》、《婴儿喝汤》等電影，后来这一天被公认为电影的诞生日。

## 外部連結
- Louis Lumière在互联网电影资料库（IMDb）上的資料（英文）
- Auguste Lumière在互联网电影资料库（IMDb）上的資料（英文）
- Le musée Lumière （页面存档备份，存于） – Lumière Museum